# Токаржевський-Карашевич Ян
Князь Ян (Іван-Степан-Марія) Токарже́вський-Караше́вич (пол. Jan Stefan Maria de Tokary Tokarzewski-Karaszewicz; 24 червня 1885, с. Чабанівка, Ушицький повіт, Подільська губернія, Російська імперія (нині Кам'янець-Подільський район, Хмельницька область) — 18 листопада 1954, Лондон, Сполучене Королівство) — український політичний і дипломатичний діяч, історик-геральдист. Почесний лицар Мальтійського ордену.

## Життєпис
Походив із давнього литовського шляхетського роду, але зв'язаного з Україною з 14 століття. Токаржевський-Карашевич склав докладний родовід і все життя гордився своїм давнім родом.
Народився в маєтку Чабанівка в сім'ї князя Стефана Токаржевського-Карашевича і Лаури з Янішевських.

### Навчання
13 червня 1906 закінчив Першу Житомирську гімназію. Студіював філософію і політичні науки в університеті у містах Фрібур (Швейцарія), Відень, Мюнхен і Тулуза. Закінчив студії 1910 року, здобувши ступінь доктора філософії і політичних наук.

### Знову Поділля
У 1910-1918 року мешкав у рідному селі й управляв своїми маєтками. Активною громадською діяльністю почав займатися в часи Першої світової війни. Був членом різних організацій Червоного Хреста, головою Грушківського волосного комітету допомоги сім'ям військовиків, головним контролером Подільського земського комітету допомоги пораненим. 1917 року його обрано членом Подільського губернського та Ушицького повітового земств.

### На дипломатичній роботі
11 червня 1918 року гетьман Павло Скоропадський затвердив постанову про призначення Токаржевського радником Українського посольства у Відні, його повноваження були підтверджені й урядом Директорії УНР (працював до червня 1919 року). За дорученням уряду у вересні 1918 року провадив переговори з віденською Апостольською нунціатурою у справі підтримки Католицької церкви в Україні.
Від літа 1919 до 1921 року був спочатку радником, а потім Надзвичайним Послом в Османській імперії. Перебуваючи на посаді радника в Константинополі (або, як пише Токаржевський, Царгороді), дипломат був тимчасово посланий до Риму представити особисто Папі Бенедиктові XV становище українського духовенства в Галичині (арешт Митрополита, переслідування тощо).
12 січня 1922 року призначено віцеміністром закордонних справ і керівником міністерства УНР в екзилі. На цій посаді він залишався до 3 вересня 1924 року, коли, за його словами, «…подався до демісії і виїхав з Тарнова через Прагу до Франції. З того часу ніколи жадної урядової посади не займав».
9 травня 1922 року князь одружився з Оксаною Лотоцькою, донькою відомого українського діяча Олександра Лотоцького. Його дружина була теж високоосвічена людина, володіла пером, знала кілька мов.
Цінував своє князівське походження, членство в Мальтійському ордені. У 1923 році уряд УНР навіть видав посвідчення про його князівство. Дмитро Дорошенко зазначав: «Він є трохи дивак (на мій погляд!), дорожить титулами, є лицарем Мальтійського ордену, але людина наскрізь чесна, щира й шляхетна».

### Париж— Рим— Лондон
У 1924-1936 роках перебував у Франції. На ці роки припадає його активна громадська і публіцистична діяльність. Насамперед намагався принести якнайбільшу користь українській визвольній справі. Токаржевський був членом комітету «Франція — Схід» і редактором бюлетеню «Франція — Україна», генеральним секретарем Французького товариства українознавства, головою трохи незвичного Українського товариства фашизмознавства. Він співпрацював у різних часописах, виступав з лекціями на історичні теми. Вільне володіння багатьма мовами давало можливість Токаржевському поширювати знання про Україну, її історію серед європейців. Ставав у пригоді й українцям. 30 липня 1932 року до нього з офіційним листом звернувся представник Українського пластового відділу ім. С. Петлюри у Парижі Іван Попович з проханням допомогти в перекладі на французьку пластового гімну.
Мав неабиякий авторитет і в міжнародних наукових колах. У часи перебування в Парижі був членом дирекції і головою ради Міжнародного геральдичного інституту.
У 1936 році з дружиною переїхав до Італії. Опанувавши ще й італійську мову, і в цій країні пропагував українську справу. Встигав поєднувати громадські справи з працею в римських, падованських та інших архівах та бібліотеках, читав лекції про Україну. Був секретарем редакції місячника Мальтійського ордену. Писав до різних італійських часописів. 
Вступив у післявоєнний час до утвореної в Німеччині Української родознавчої установи та Інституту родознавства та знаменознавства.
Дякуючи Євгенові Архипенкові за запрошення до співпраці, Токаржевський у листі від 18 квітня 1948 році зазначав: «…За останні роки друкував я мало річей, бо голова була занята іншими справами і тепер теж маю мало часу, бо доля примушує мене відкладати мою дорогу геральдику та генеалогістику та займатися громадськими справами як голова римського відділу та заступник голови Міжнародного Союзу Чужоземних Біженців».
У серпні 1948 року подружжя Токаржевських переїхало до Великої Британії. Останні роки життя у Лондоні старий князь майже вповні віддав проблемам визволення народів, поневолених Москвою, зокрема українського. Визначного дипломата обрали членом Центрального комітету антибільшовицького блоку народів і головою Делегатури АБН на Велику Британію. Він стає постійним співробітником «Визвольного шляху», друкує політичні й історичні статті.
За спогадами, жив він скромно, навіть бідно. На початку 1950 року померла дружина князя, а його серце перестало битися 18 листопада 1954 року. 27 листопада похований на цвинтарі Gunnersbury в Лондоні. 
7 липня 1978 року перепохований в українському пантеоні в Бавнд-Бруку в Нью-Джерсі.

## Праці
- Статті з історії, літератури та геральдики України українською, польською, французькою, італійською, німецькою та англійською мовами.
- Неопублікована монографія «Історія української дипломатії».

## Сім'я
- Дружина — Токаржевська-Карашевич Оксана Олександрівна (1897—1950), діячка українського жіночого руху у Великій Британії.
- Тесть — Лотоцький Олександр Гнатович (1870—1939), український дипломат, письменник